# Lutherkirche (Görlitz)
Die Lutherkirche ist eine neuromanische Kirche in der Stadt Görlitz. Sie war der erste evangelische Kirchenneubau in dieser Stadt.

## Lage
Die evangelische Kirche befindet sich in der Görlitzer Innenstadt auf einem Grünstreifen zwischen Lutherplatz und Jochmannstraße. Vom Lutherplatz führt eine Treppe vorbei am Lutherdenkmal hinauf zum Eingang der Kirche. Der felsige Untergrund, auf dem die Lutherkirche steht, wird im Volksmund Drachenfels genannt.

## Geschichte
Bereits 1885 gab es Anfragen des Superintendenten Siegmund Schultze an den Magistrat der Stadt um Überlassung von Bauland am damaligen Dresdner Platz (heute: Lutherplatz) für den Neubau einer Kirche. Erst nach 13 Jahren fand die Grundsteinlegung am 10. November 1898 zum 415. Geburtstag Martin Luthers unter Superintendent Schönwälder statt. Bereits am 6. Juli 1900 konnte Richtfest gefeiert werden. Als erster nachreformatorischer evangelischer Kirchenneubau in Görlitz wurde sie am 6. Mai 1901 eingeweiht. An der Feier nahmen neben Vertretern der Regierung und des Breslauer Konsistoriums auch Oberbürgermeister Paul Büchtemann, Bürgermeister Johannes Heyne und der Stadtverordnetenvorsteher Bethe teil. Der Bau nach Plänen der Architekten Arno Eugen Fritsche und Adolf Cornehls kostete insgesamt 362.718 Mark, es wurden ungefähr 1,4 Millionen Backsteine verbaut.
Die beiden Weltkriege überstand der Kirchenbau ohne nennenswerte Schäden, jedoch traten ab den 1950er Jahren verstärkt Bauschäden auf, die eine Restaurierung notwendig werden ließen. Dank einer breiten Unterstützung der Evangelischen Kirche in der Bundesrepublik konnte am 25. Oktober 1976 mit der Sanierung der Lutherkirche begonnen werden. Die Arbeiten waren nach rund vier Jahren abgeschlossen und so konnte schließlich die Einweihung am 3. Mai 1981 stattfinden.
Eine umfangreiche Instandsetzung des Backsteinmauerwerks wird seit Mitte der 2000er Jahre, auch mit Hilfe durch die Deutsche Stiftung Denkmalschutz, durchgeführt.

## Architektur

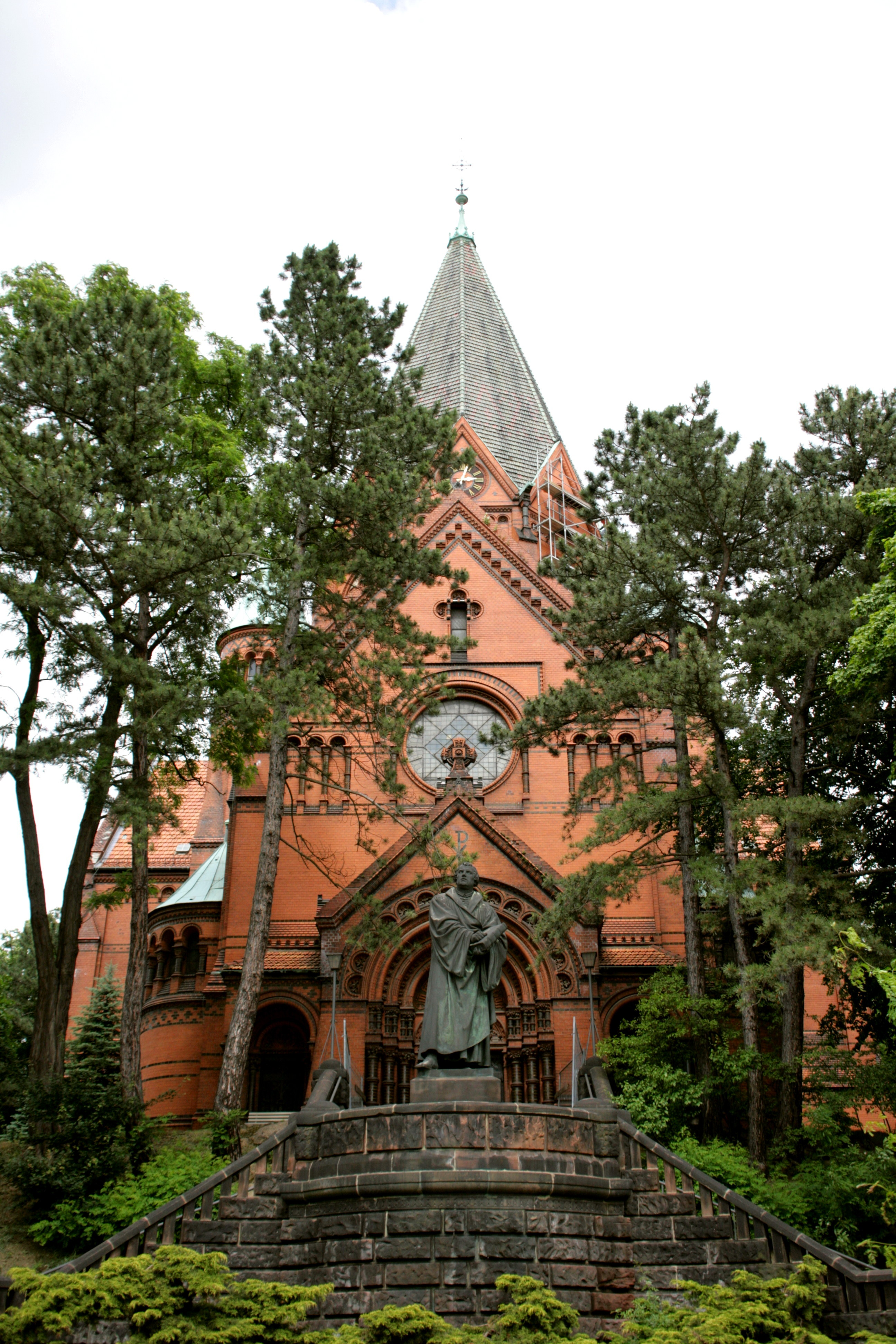
Aufgang zur Lutherkirche mit Lutherdenkmal

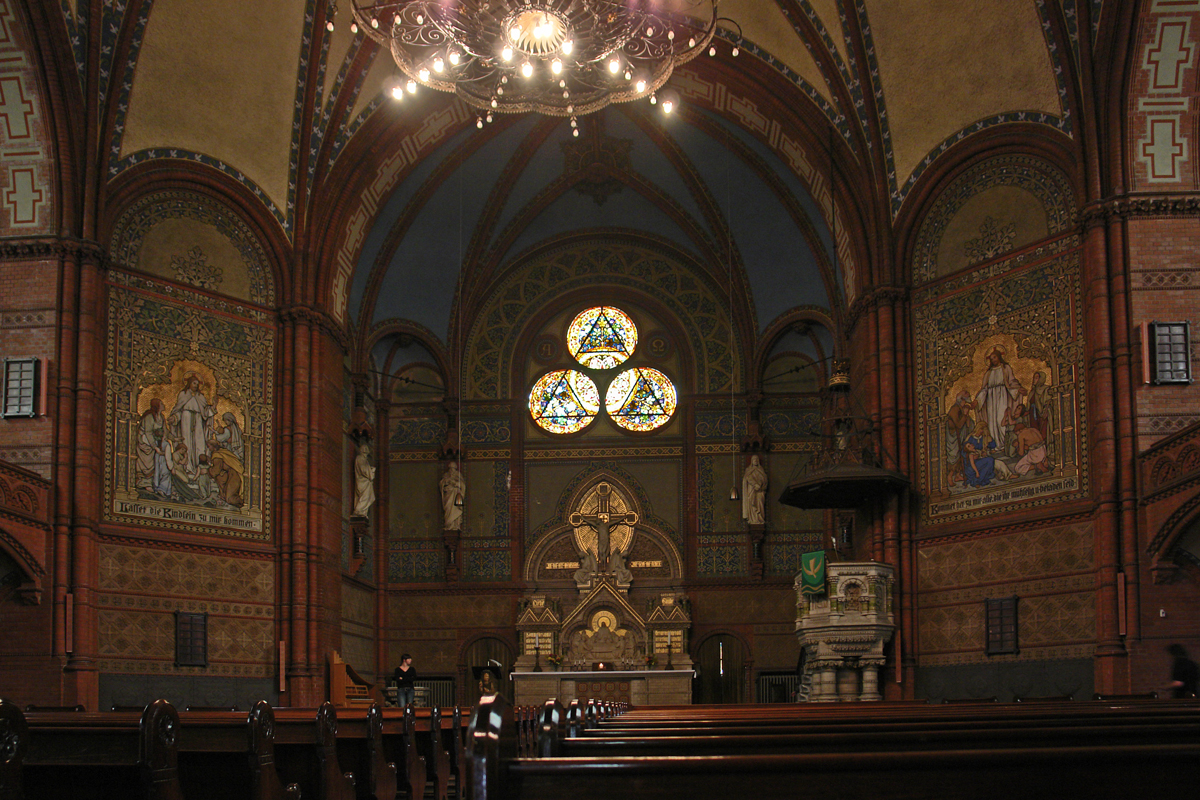
Blick in den Innenraum der Lutherkirche

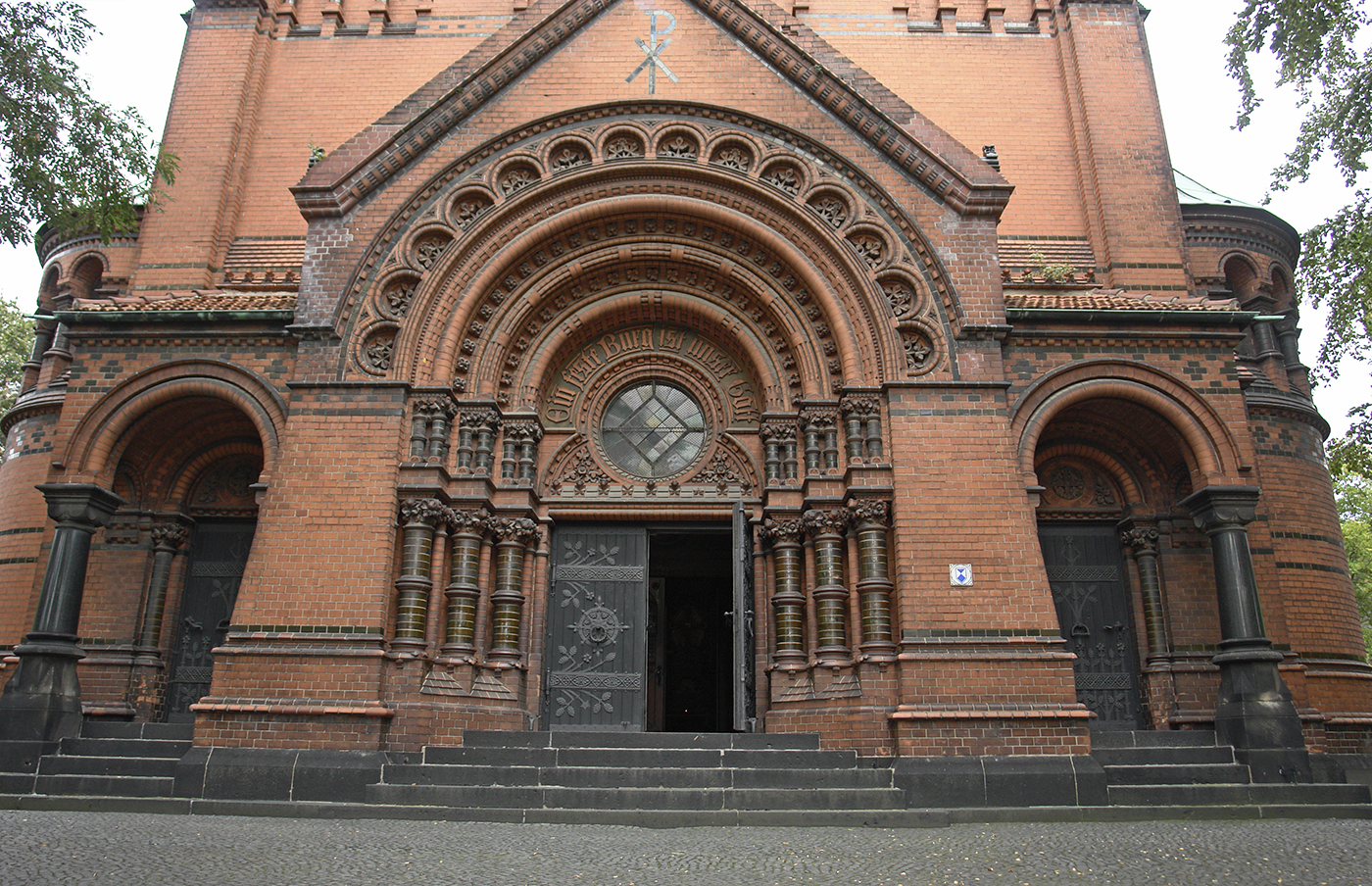
Portal der Lutherkirche

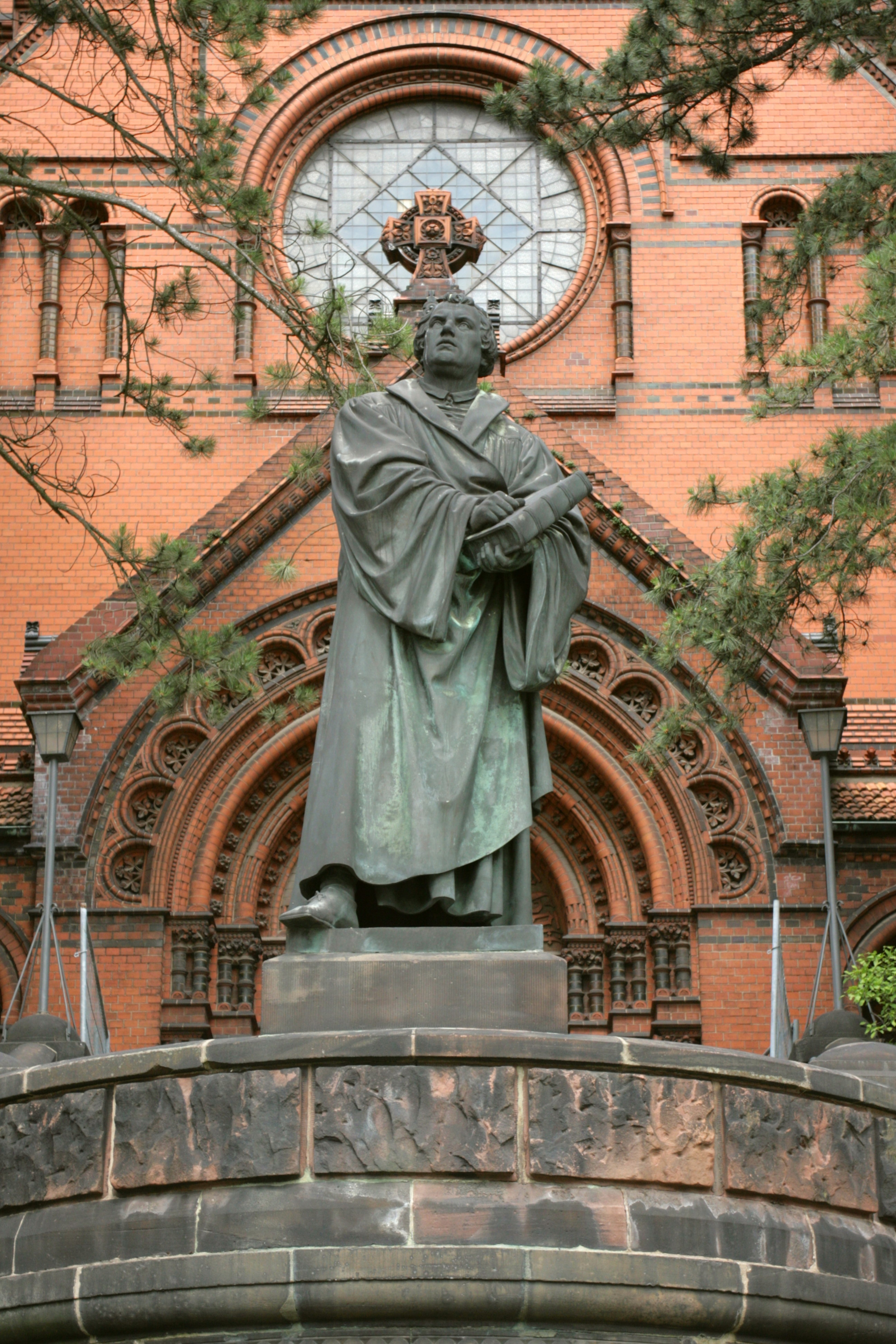
Das Lutherdenkmal

Der neuromanische Zentralbau mit seinem kreuzförmigen Grundriss und einer Höhe bis zur Kirchturmspitze von 58 Metern bot nach der Einweihung 1200 Gläubigen Platz. Nach der Restaurierung des Backsteinbaus befinden sich noch 1100 Sitzplätze in der Kirche. In der Mitte des Kirchenraumes erstrahlt ein Kronleuchter mit fünf Metern Durchmesser. Auch im Innern prägt die Backsteinarchitektur den Raum. Das Deckengewölbe sowie die Gewölberippen, der Altarraum und die Fenster sind mit verschiedenartigen Ornamentbändern aus Wein- und Eichenlaub, Palmzweigen, Efeu oder Sonnenblumen verziert.
In der Mitte des Chores befindet sich ein Altar aus Terrakotta, in dessen Mitte ein Kalksteinrelief eine Abendmahlszene zeigt. Über dem Dreiecksgiebel des Reliefs erhebt sich ein Kruzifix zu dessen Füßen rechts und links ein Engel sitzt. Flankiert wird das Relief von zwei Spruchwänden, unter einem reich verzierten Doppelgiebel. An der Wand des Chorraumes befinden sich in etwa drei Metern Höhe vier überlebensgroße Kalksteinstatuen unter einem Baldachin. Sie zeigen von links nach rechts die vier Evangelisten Johannes, Matthäus, Lukas und Marcus. Sie stammen ebenso wie der Hochaltar, die Kanzel und das Taufbecken vom Berliner Bildhauer Wilhelm Haverkamp. Die Wand über dem Altar wird von drei Rundfenstern durchbrochen, deren Farbverglasung eine reiche Pflanzenornamentik zeigt. Die Verglasungen sind durch schmiedeeiserne Stege in Dreiecks-Form unterteilt, so dass ein viertes, über alle drei Rundfenster reichendes Dreieck entsteht. Die Dreizahl steht dabei als Symbol für die Dreifaltigkeit.
Der Schalldeckel der Kanzel wurde vom Görlitzer Tischlermeister Foerster aus Eichenholz gefertigt und hängt an einem schmiedeeisernen Träger. Zum 50. Kirchenjubiläum am 6. Mai 1951 wurde der Kirche ein holzgeschnitztes Lesepult in Gestalt eines Engels gestiftet, das die Ausstattung des Altarraumes vervollständigt.
An den Altarseiten lockern links das Bild Lasset die Kindlein zu mir kommen und rechts das Bild Kommet her zu mir alle, die ihr mühselig und beladen seit die strenge Gliederung der Vierungspfeiler auf. Beide Bilder stammen vom Kirchenmaler Otto Berg. An den schrägen Seitenwänden der Orgelempore befinden sich weitere Wandgemälde mit Szenen aus dem Leben Luthers. Links befindet sich das Bild Luther auf dem Reichstag in Worms und rechts das Bild Luther verbrennt die Bannandrohungsbulle. Beide Gemälde schuf der Dresdner Künstler Oskar Popp im Jahr 1906. Die großen runden Farbglasfenster über der nördlichen und südlichen Empore zeigen Moses mit der Gesetzestafel – eine Stiftung des Lutherkirchenbezirksvereins und Jeremias – eine Stiftung der Görlitzer Tuchmacherinnung.

## Glocken
Die ersten drei Bronzeglocken lieferte die Gießerei Franz Schilling in Apolda, sie bestanden aus über drei Tonnen Geschützbronze. Nachdem während des Ersten Weltkrieges zwei Glocken eingeschmolzen wurden, zog man 1926 ein neues Geläut aus drei vom Bochumer Verein gefertigten Gussstahlglocken auf. Dieses Geläut besaß einen D-Dur-Klang, wohingegen das Bronzegeläut einen Des-Moll-Klang besaß. Zur Weihe der neuen Glocken am 8. Mai 1926 läutete die letzte verbliebene, kleinste, alte Glocke ein allerletztes Mal. Die Inschriften auf den Glocken lauten folgendermaßen: große Glocke: „Eine feste Burg ist unser Gott“, mittlere Glocke: „Mit unsrer Macht ist nichts getan“ und kleine Glocke: „Das Wort sie sollen lassen stahn“.

## Orgel
Die ursprüngliche Orgel besaß 33 Register und ermöglichte eine gute Sicht auf das Rundfenster an der Westseite. Diese Orgel stammte von der Firma Schlag und Söhne aus dem schlesischen Schweidnitz. Sie musste jedoch im Zuge der Sanierungsarbeiten 1975 abgerissen werden. Die nachfolgende Orgel wurde von der Firma Jehmlich Orgelbau Dresden hergestellt und am 6. April 1986 eingeweiht. Die Entwürfe für den Orgelprospekt stammten von Doris Kohla aus dem Amt für Denkmalpflege in Görlitz und dem Orgelbaumeister Rentzsch aus Dresden, ausgeführt wurde er vom Görlitzer Tischlermeister Bertram Püschner. Die neue Orgel verfügt über 28 Register und 1928 Pfeifen. Sie verdeckt jedoch auch einen Großteil des Westfensters.
Disposition:
| I Hauptwerk C–g3 |            |       |
| 1.               | Bordun     | 16′   |
| 2.               | Prinzipal  | 8′    |
| 3.               | Rohrflöte  | 4′    |
| 4.               | Oktave     | 4′    |
| 5.               | Spitzflöte | 4′    |
| 6.               | Nasat      | 2 ⁄3′ |
| 7.               | Oktave     | 2′    |
| 8.               | Waldflöte  | 2′    |
| 9.               | Mixtur V   |       |
| 10.              | Trompete   | 8′    |
|                  | Tremulant  |       |

| II Brustwerk C–g3 |                |       |
| 11.               | Holzgedackt    | 8′    |
| 12.               | Weidenpfeife   | 8′    |
| 13.               | Prinzipal      | 4′    |
| 14.               | Blockflöte     | 4′    |
| 15.               | Oktave         | 2′    |
| 16.               | Quinte         | 1 ⁄3′ |
| 17.               | Sifflöte       | 1′    |
| 18.               | Sesquialter II |       |
| 19.               | Scharf IV      |       |
| 20.               | Rohrschalmei   | 8′    |
|                   | Tremulant      |       |

| Pedal C–f1 |              |     |
| 21.        | Prinzipal    | 16′ |
| 22.        | Subbass      | 16′ |
| 23.        | Prinzipal    | 8′  |
| 24.        | Rohrgedackt  | 8′  |
| 25.        | Gemshorn     | 4′  |
| 26.        | Bassmixtur V |     |
| 27.        | Posaune      | 16′ |
| 28.        | Clarine      | 4′  |

- Koppeln: II/I, I/P, II/P